# Departamento de Tapenagá
Departamento de Tapenagá är en kommun i Argentina.   Den ligger i provinsen Chaco, i den nordöstra delen av landet, 800 km norr om huvudstaden Buenos Aires. Antalet invånare är 4 188.
I omgivningarna runt Departamento de Tapenagá växer huvudsakligen savannskog. Trakten runt Departamento de Tapenagá är nära nog obefolkad, med mindre än två invånare per kvadratkilometer.